# Vanessa Pose
Vanessa Gabriela Pose Ievy (Caracas, Venezuela - 12. ožujka 1990.) venezuelanska je glumica i model.

## Životopis
Rodila se je u Caracasu u Venezueli. Ima brata blizanca.
Karijeru je započela 2005. godine u televizijskoj seriji Con toda el alma u kojoj je glumila Maríju Victoriju. 2006. godine je utjelovila Alegríju Guzmán u televizijskoj seriji Voltea pa' que te enamores. Godine 2010. sudjeluje u telenoveli Aurora u kojoj utjelovljuje Vicky. Iste godine dobiva glavnu ulogu Elise Altamire u telenoveli Nestala, što je ujedno i njena najznačajnija televizijska uloga.

## Filmografija
| Godina        | Naslov                     | Uloga                                  |
| ------------- | -------------------------- | -------------------------------------- |
| 2011.         | Las cuatro mujeres de Juan |                                        |
| 2010. – 2011. | Aurora                     | Vicky Hutton                           |
| 2010.         | Nestala                    | Elisa Altamira                         |
| 2006.         | Voltea pa' que te enamores | Alegría Guzmán                         |
| 2005.         | Con toda el alma           | María Victoria Victoria Miller (Vicky) |